# Senegàmbia i Níger
Senegàmbia i Níger fou una efímera colònia francesa que va existir només dos anys (1902-1904).
L'1 d'octubre de 1902 es va crear la colònia de Senegàmbia i Níger que incloïa els protectorats del Níger mitjà que prèviament pertanyien a la colònia del Senegal, i els territoris de l'Alt Senegal i Níger Mitjà procedents també del Senegal però que eren d'administració directe, incloent els dos territoris militars (Volta i nord-nord-est del Sudan Occidental), Quan el 18 d'octubre de 1904 els protectorats van retornar al Senegal, la colònia fou rebatejada de l'Alt Senegal i Níger.
En tot el període fou delegat del governador William Merlaud-Ponty.